# Dolac (Berane)
Pour les articles homonymes, voir Dolac.
Dolac (en serbe cyrillique : Долац) est un village du nord-est du Monténégro, dans la municipalité de Berane.

## Démographie

### Évolution historique de la population
| 1948 | 1953 | 1961 | 1971 | 1981 | 1991  | 2003  |
| ---- | ---- | ---- | ---- | ---- | ----- | ----- |
| 353  | 373  | 472  | 628  | 830  | 1 282 | 1 293 |